# Платон (Грузов)
Епископ Платон (в миру Пётр Сергеевич Грузов; 1843, Дмитров, Московская губерния — 27 февраля (10) марта 1904, Владимир, Владимирская губерния) — епископ Русской православной церкви, епископ Муромский, викарий Владимирской епархии.

## Биография
Родился в 1843 году в городе Дмитрове, Московской губернии, в семье священника Ильинской церкви.
В 1864 году окончил Вифанскую духовную семинарию.
1 мая 1865 года митрополитом Филаретом (Дроздовым) был рукоположён в сан диакона к храму святителя Николая в Пыжах, 24 сентября 1879 года согласно собственному прошению переведён в Никольскую церковь в Кошелях. 2 декабря 1881 года перешёл на дьяконскую вакансию в церковь святой великомученицы Варвары на Варварке. В сане диакона прослужил 17 лет.
В 1882 году овдовел и в сентябре поступил в Московскую духовную академию.
В 1883 году перешёл в Санкт-Петербургскую духовную академию.
14 января 1884 года пострижен в монашество с именем Платон, а 22 января 1884 года рукоположён в сан иеромонаха.
Решением Святейшего Синода от 11 октября 1885 года определён с четвёртого курса в состав 17-й Пекинской духовной миссии, где он с 1 сентября 1886 по 1892 годы по распоряжению начальница Пекинской духовной миссии архимандрита Амфилохия (Лутовинова) преподавал Закон Божий и русский язык в мужской и женской школах, а также продолжал работать над кандидатской диссертацией. В период нахождения в Пекинской миссии был награждён набедренником, палицей, золотым наперсным крестом и орденом святой Анны III степени.
В 1887 году удостоен степени кандидата богословия.
27 января 1893 года назначен настоятелем Саратовского Спасо Преображенского монастыря с возведением в сан архимандрита. Кроме благоустройства храмов обители и монастырского кладбища, им была построена монастырская церковно-приходская школа, в которой указом епископа Саратовского Авраамия (Летницкого) он исполнял должность наблюдателя и законоучителя. За усердие в деле духовного просвещения был награждён орденом святой Анны II степени.
19 января 1895 года указом Святейшего Синода был вызван в Санкт-Петербург для исполнения чреды священнослужения и проповеди слова Божия.
30 декабря 1895 года указом императора назначен епископом Муромским, викарием Владимирской епархии. 21 января 1896 года в Свято-Троицком соборе Александро-Невской Лавры хиротонисан во епископа Муромского, викария Владимирской епархии. Прибыл в город Владимир 4 февраля, где разместился в Боголюбском монастыре на правах настоятеля.
Являлся председателем епархиального училищного совета, в должности которого занимался делами церковно-приходских школ; с 1900 года избран председателем Общества вспомоществования нуждающимся воспитанникам Владимирской духовной семинарии. Отличался сердечным отеческим отношением к духовенству и пастве. В 1900 году награждён орденом святого Владимира III степени.
С ноября 1903 года, в связи с заболеванием раком желудка, не совершал богослужений. 23 февраля был соборован и причащён. Ночью 26 февраля потерял сознание и впал в предсмертную агонию. Скончался в 13:23 27 февраля (10) марта 1904 года. Погребён 29 февраля в западной стороне Георгиевского придела Успенского кафедрального собора.